# Kogleaks (Trichophorum)
 Ikke at forveksle med Schoenoplectus, Scirpus og Bolboschoenus.
Kogleaks (Trichophorum) er en slægt med ca. 10 arter, der er udbredt på hele den nordlige halvkugle, men med udløbere i Andesbjergene og bjergene i Sydøstasien. Det er tuedannende planter, som er flerårige og urteagtige. Mange af arterne danner jordstængler. De overjordiske stængler er trekantede eller runde i tværsnit. Bladene er grundstillede eller næsten grundstillede. Bladene består udelukkende af bladskederne, som udvikler sig bladagtigt, men uden bladribber. Blomsterne er samlet i et enkelt småaks, der danner en endestillet stand. Blomsterne er 3-tallige og uregelmæssige. De nøddeagtige frugter er trekantede.
| Beskrevne arter |

- Tuekogleaks (Trichophorum cespitosum)

| Andre arter |

- Trichophorum alpinum
- Trichophorum atacamensis
- Trichophorum clementis
- Trichophorum clintonii
- Trichophorum dioicum
- Trichophorum planifolium
- Trichophorum pumilum
- Trichophorum rigidus
- Trichophorum subcapitatum
- Trichophorum verecundus